# Marçó de Baix
El Marçó de Baix és un edifici de Centelles a la comarca d'Osona, inclòs a l'Inventari del Patrimoni Arquitectònic de Catalunya.

## Descripció
És una petita casa amb teulada a dues vessants i forma simètrica.
Hi ha dos portals a la planta baixa i tres finestres al primer pis, on també hi ha una eixida amb barana de fusta.
Tots els marcs són de calç imitant la pedra treballada. Es va construir amb materials pobres, sobretot totxana, pedra i tàpia.